# Centro (Río de Janeiro)
Centro es un barrio de la Zona Central de Río de Janeiro, en Brasil. A pesar de poseer edificios residenciales, el barrio es predominantemente comercial y turístico. Alberga la mayor concentración de edificios financieros y de oficinas de la ciudad así como la mayoría de las sedes del poder público. Posee desde edificios históricos hasta modernos rascacielos. Sus límites incluyen sub-barrios y zonas como Santa Rita, Candelária, Central do Brasil, Plaza Once, Santana, Senado, Cruz Vermelha, Tiradentes, Barrio de Fátima, Castelo, Buraco do Lume, Cinelândia, Carioca, Livramento, Plaza XV, Saara y Uruguaiana; además de las islas de las Cobras, Fiscal, Villegaignon y el aeropuerto Santos Dumont. Su índice de calidad de vida, en el año 2000, era de 0,894, el 32° mejor entre los 126° barrios de la ciudad, siendo considerado alto.
Desde 1763, cuando Río fue elevada a la condición de sede administrativa de la colonia de Brasil, hasta 1960, cuando perdió la condición de distrito federal con Brasilia, el Centro fue el escenario de algunas de las más importantes decisiones y eventos de la historia del país. Varias estructuras arquitectónicas de ese pasado persisten hasta hoy, habiéndose convertido en importantes atracciones turísticas.

## Historia
La historia documentada del barrio comenzó en 1567, cuando los 120 portugueses que habían fundado la ciudad de San Sebastián de Río de Janeiro dos años antes, en el Morro Cara de Perro, se transfirieron para el Morro del Castillo, que ofrecía mejores condiciones de expansión para la ciudad. La ciudad se expandió los siglos siguientes hasta ocupar toda el área actual del Centro.
En 1780, Río estaba dividido en cuatro freguesias urbanas: San Sebastián (creada en 1569, 4 años después de la fundación de la ciudad), con sede en el Morro do Castelo; la Candelária (creada en 1621 según algunas fuentes, en 1624 según otras); San José y  Santa Rita (ambas creadas en 1721), además de las rurales. Posteriormente, por desmembramentos, fueron creadas las de Santana, Sacramento, San Antonio (1854) y Espíritu Santo (1865).

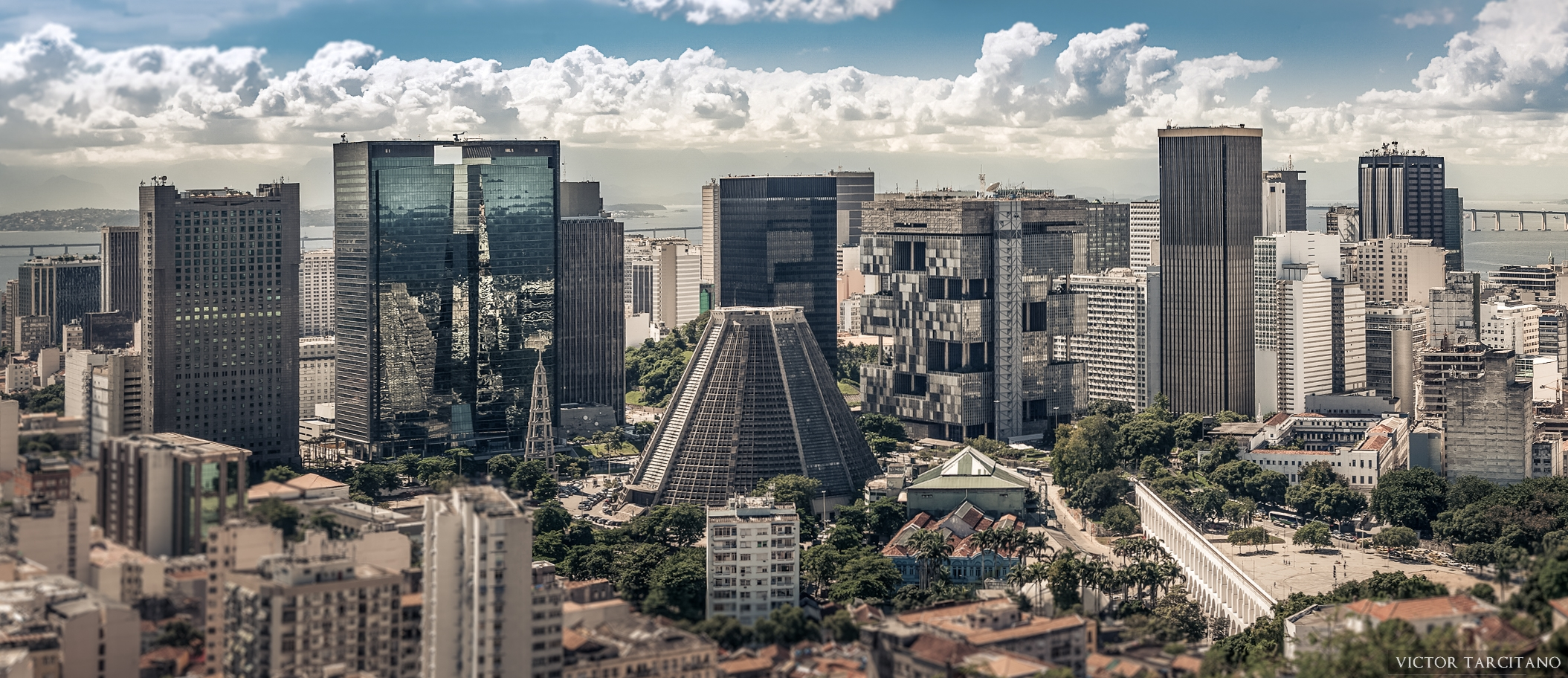
En el centro de la imagen, la Catedral de San Sebastián de Río de Janeiro. A La derecha, la sede de la Petrobras y los Arcos de Lapa.

En 1921, para el centenario de la independencia, el morro do Castelo fue derrumbado, dando lugar al actual barrio Castelo.

### Revitalización
A partir de 1980, el Centro entró en un decadencia socioeconómica con el inicio de la "euforia" inmobiliaria de la Barra da Tijuca. Desde 2009, el Centro viene pasando por un intenso y rápido proceso de valorización y revitalización a través del programa Porto Maravilha, creado por el municipio y con apoyo del Ministerio de las Ciudades y del sector privado. Descuidado mientras se prestaba mayor atención a la Zona Sur de la ciudad durante la mayor parte del siglo XX, pasó a recibir crecientes inversiones por parte de emprendedores del mercado inmobiliario. Se han dado varias obras de restauración y modernización de edificios antiguos así como la construcción de nuevos edificios buscando, principalmente, superar su actual déficit en cuartos de hotel.

### División administrativa
El barrio Centro sufrió en 2012 una reducción de su superficie, ya que la zona de Lapa se separó del Centro con fines administrativos y se consagró por ley municipal como barrio. De esta manera, la Región Administrativa II Centro (RA II) pasó a estar conformada por los barrios Centro y Lapa.

## Geografía

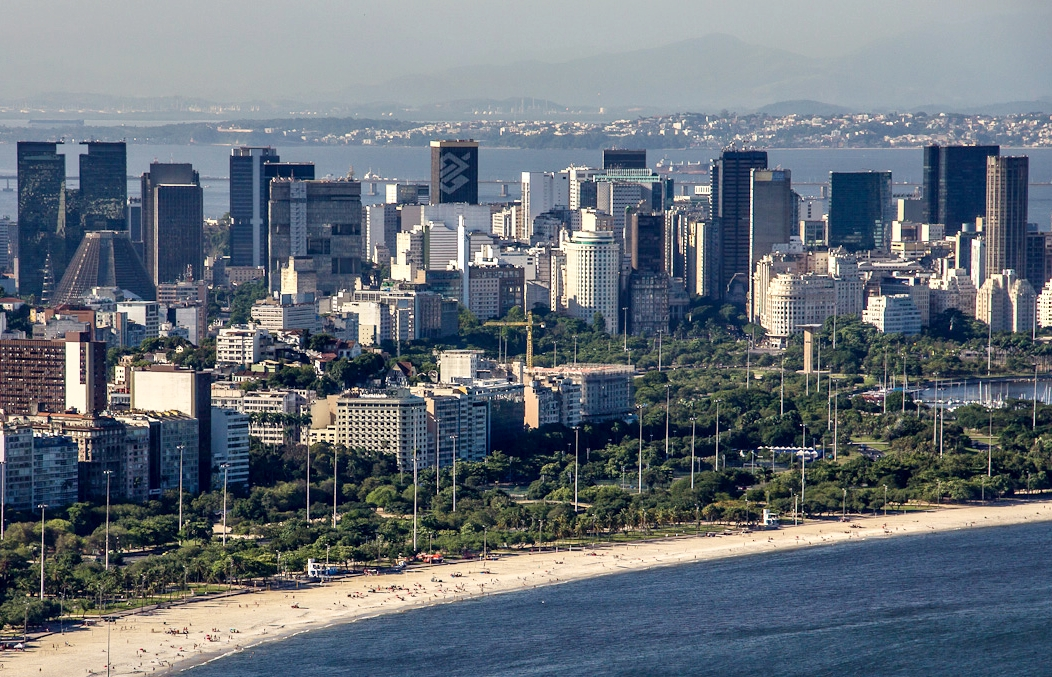
Centro de Río con el parque del Flamenco en primer plano.

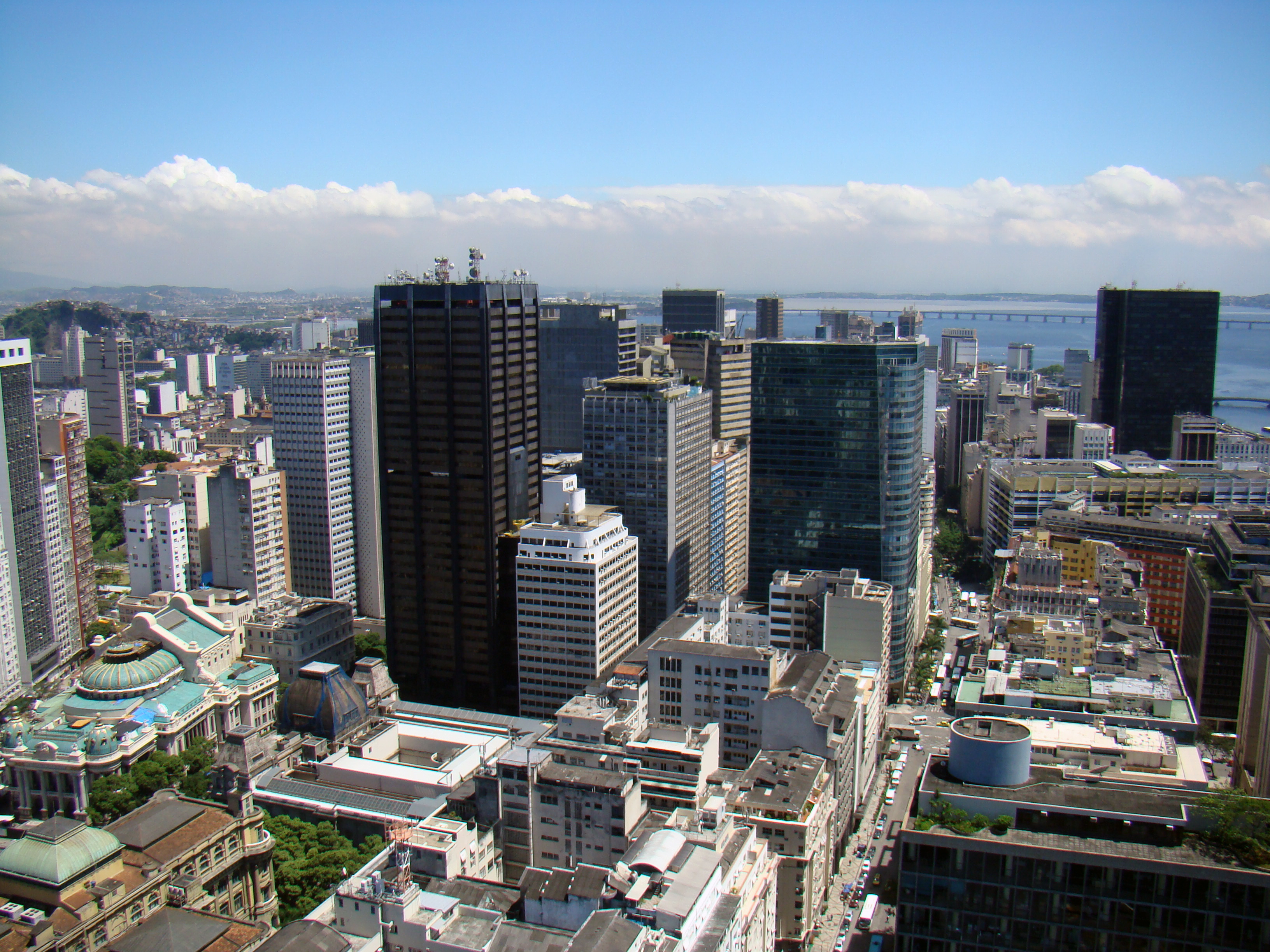
Vista aérea del Centro: a la izquierda, el Teatro Municipal.

Limita con las zonas Norte y Sur de la ciudad, siendo limitado en todos los lados por barrios céntricos (con la salvedad de la Bahía de Guanabara). Sus barrios vecinos son: Catumbi, Cidade Nova, Gamboa, Gloria, Lapa, Santa Teresa, Saúde y Santo Cristo.
Es una gran área plana con algunos morros bajos. Su litoral original no existe más, debido a diversos y graduales aterros, principalmente para la construcción del Puerto de Río de Janeiro. Lo cortan las avenidas Presidente Vargas, Río Blanco y Rodrigues Alves, que actualmente está en una drástica transformación urbana debido a la demolición del Elevado de la Perimetral.
En 2012, una ancha porción del barrio pasó a constituir el barrio propio de la Lapa.

## Cultura

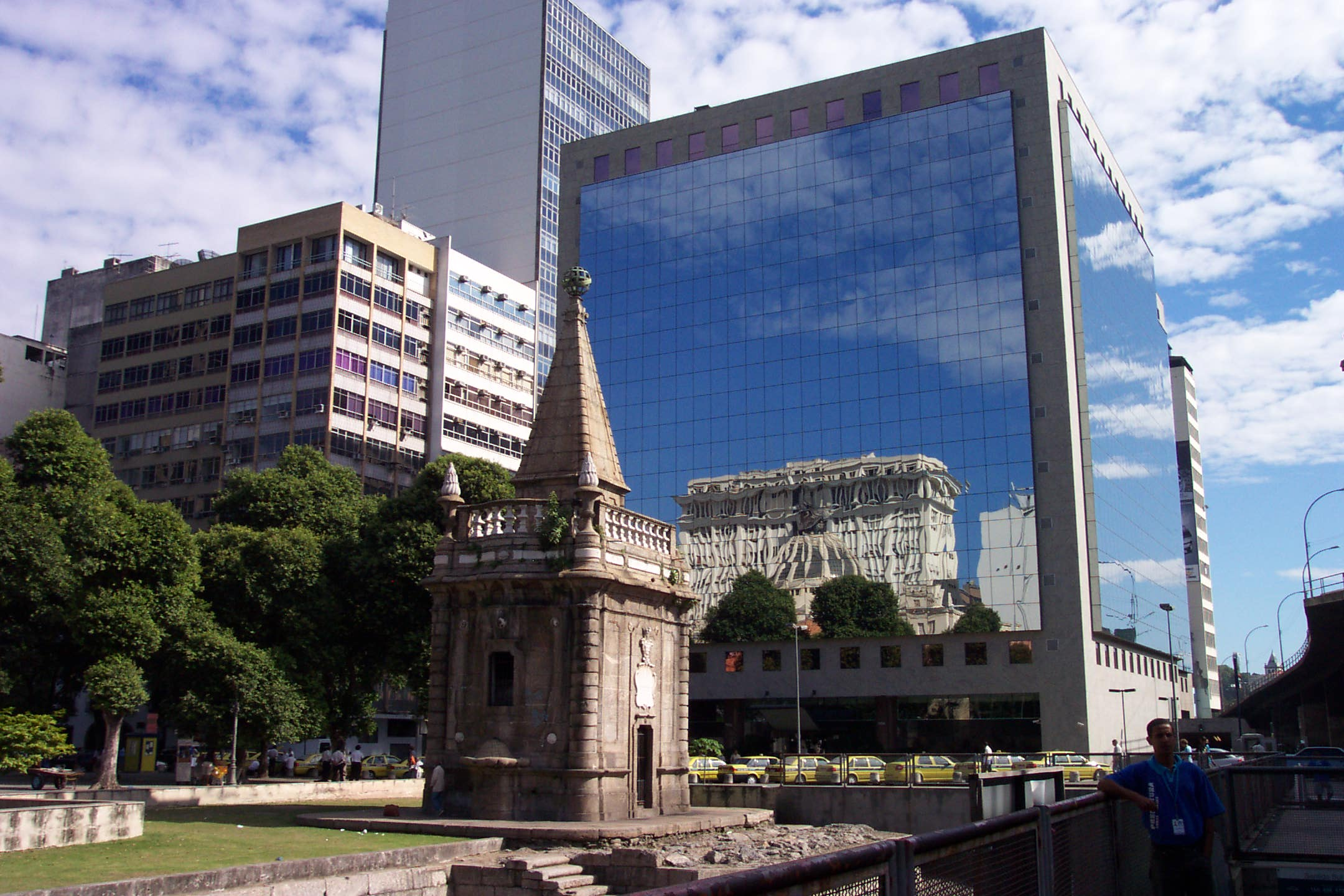
Fuente de Valentim da Fonseca e Silva, en la plaza 15 de Noviembre

En el Centro, se localizan algunos monumentos y edificios famosos, como el Cine Odeon, el Teatro Municipal, el chafariz de Valentim da Fonseca e Silva (el Maestro Valentim), el Palacio Tiradentes - sede de la cámara de diputados provinciales, el Palacio Duque de Caxias, la Biblioteca Nacional de Brasil (fundada por Don João VI), la Estación Céntrica de Metro y Tren y tantos otros que se destacan en el paisaje histórico, arquitectónico y cultural de Río. Posee actualmente 23 instituciones museológicas, liderando la lista de barrios cariocas con más opciones de cultura.
Son incontables las iglesias históricas localizadas en el barrio. Entre las más conocidas, podemos citar: la Iglesia de Nuestra Señora del Monte Serreado, anexiona al Mosteiro de San Benito, la Iglesia de Nuestra Señora del Monte de Carmo, la Iglesia de Santa Cruz de los Militares, las iglesias de San Antonio y de la Orden Tercera de San Francisco anexionas al Convento de San Antonio, la Capilla del Niño Dios y las iglesias de Nuestra Señora de la Candelária, Nuestra Señora de la Lapa de los Mercadores, Santa Rita de Cássia, Nuestra Señora del Rosario y San Benedicto, Santa Lucía, San José o de la Orden Tercera del Carmen.

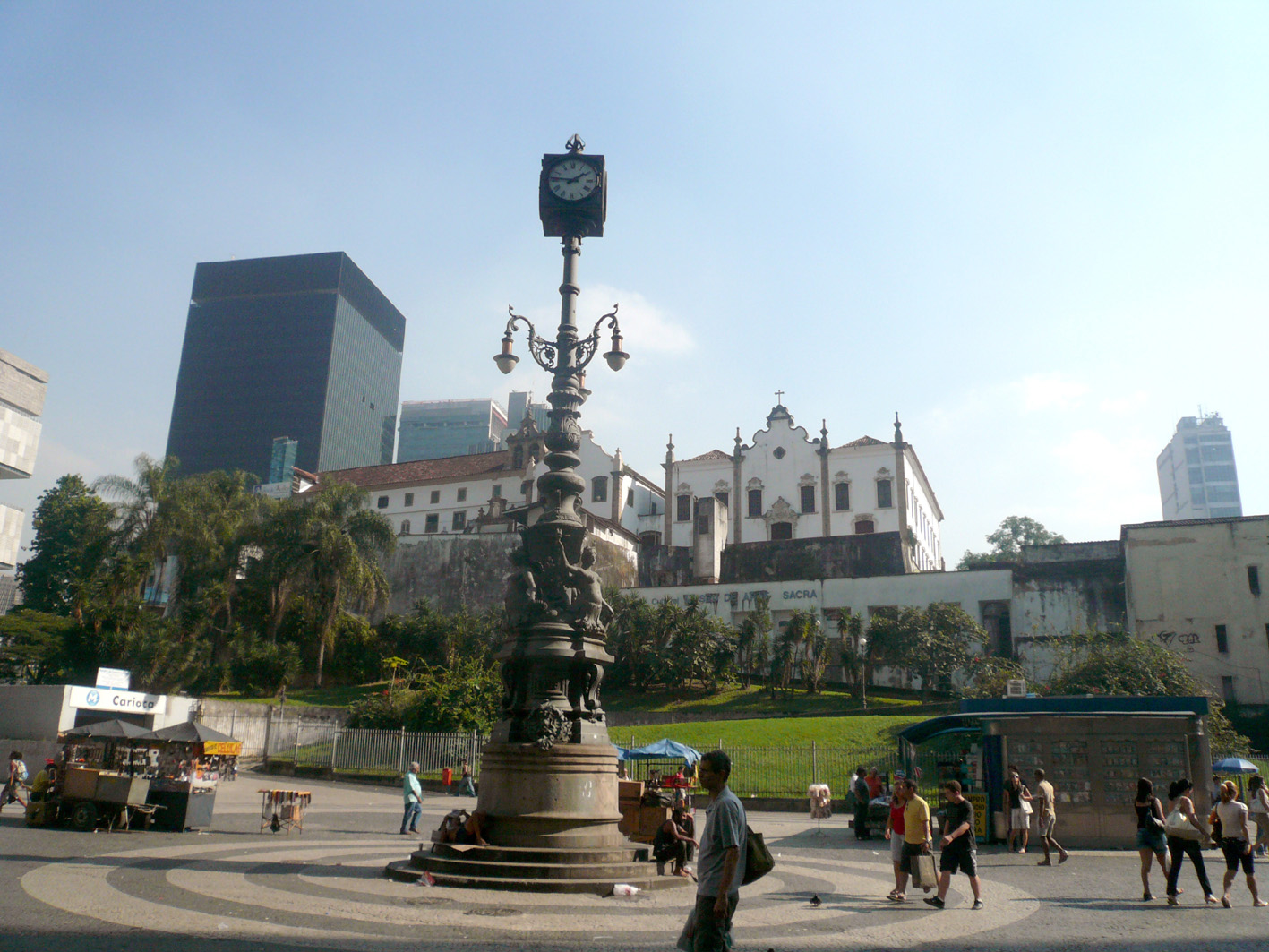
El largo da Carioca. Al fondo, el convento de San Antonio.

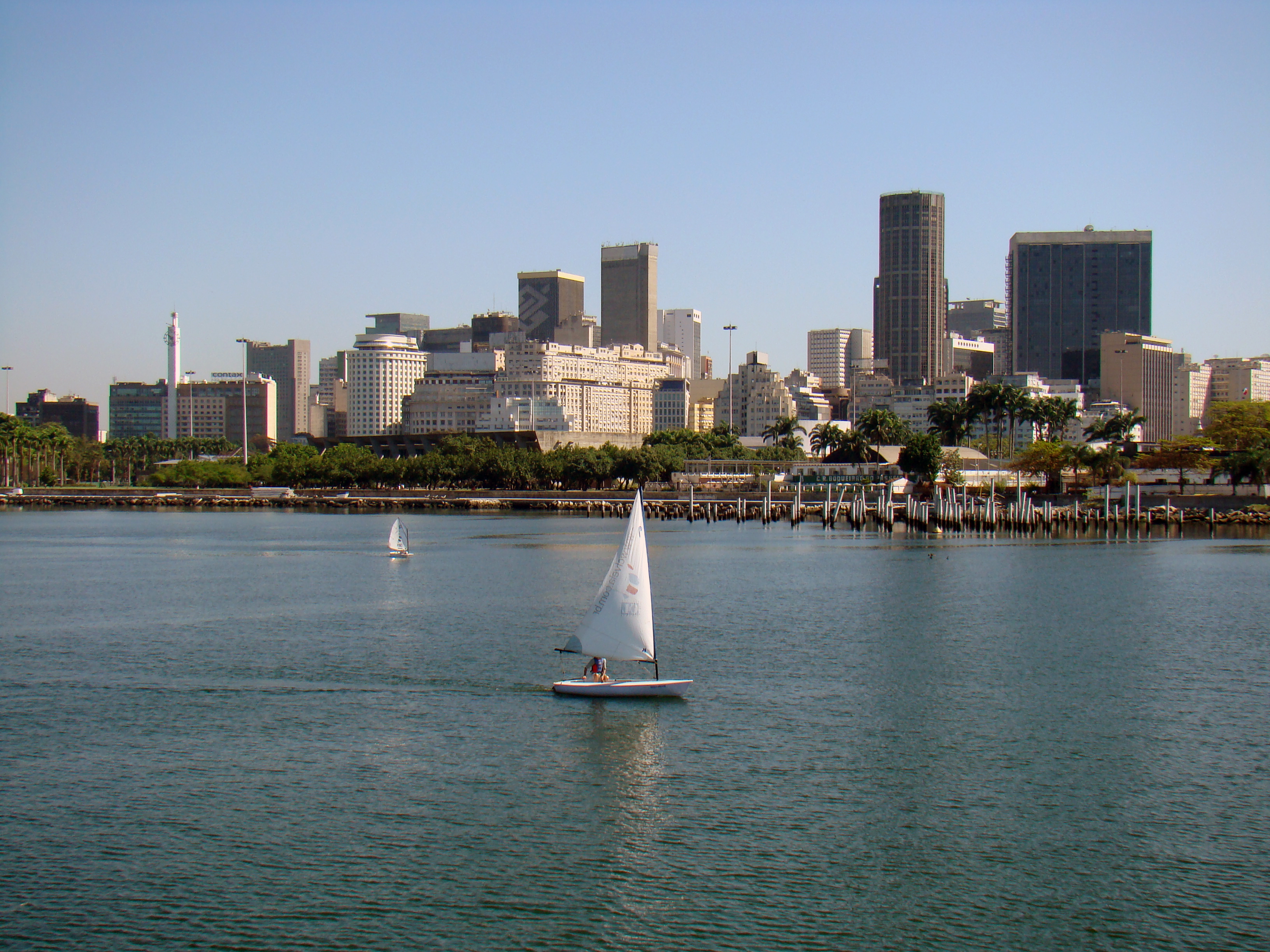
Vista del Centro de Río de Janeiro desde la Bahía de Guanabara.

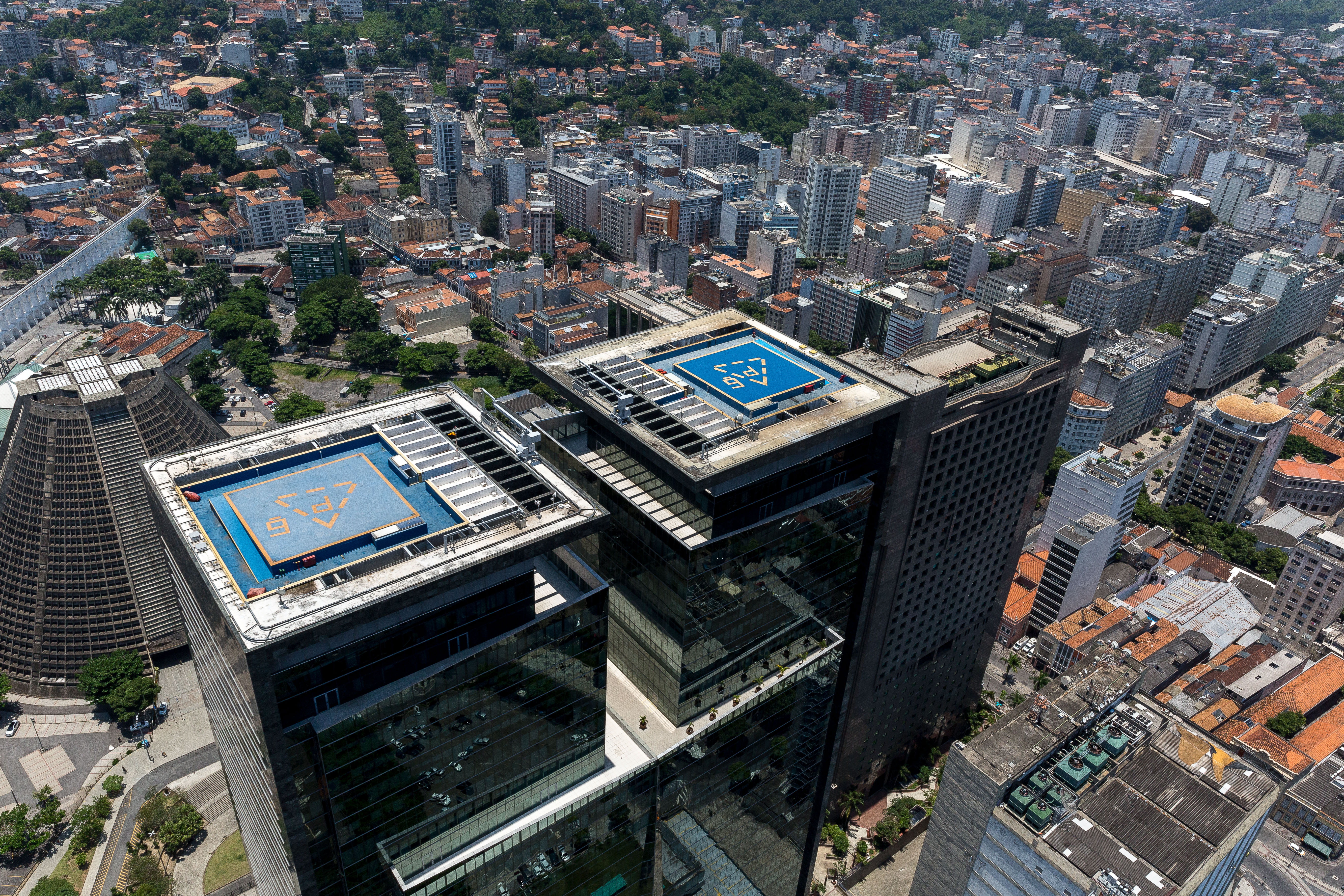
Vista aérea de edificios del centro de Río.

Es un barrio de gran interés turístico, mormente para aquellos que tienen curiosidad sobre lo Brasil Colonia y el Imperio de Brasil. En la región, quedan el Paço Imperial y el Convento del Carmen, que es la única edificación de Américas donde murió una monarca europea, la reina de Portugal Maria I, la Loca.
Además de antigüedades, posee también algunas preciosidades del Modernismo, como el Edificio Gustavo Capanema, proyectado por Le corbusier, Niemeyer y Lúcio Costa entre otros, con sus azulejos y afrescos interiores de Portinari.

## Educación
En el Centro, están instalados los mayores campi de las mayores universidades e institutos del país, como es el caso de la Facultad de Derecho de la Universidad Federal de Río de Janeiro, del Instituto Federal de Filosofía y Ciencias Sociales de Río de Janeiro, del Instituto Histórico y Humano de la Universidad Federal de Río de Janeiro, de la Academia Federal de Artes Musicales, de la Universidad Candido Mendes, de la Universidad Estácio de Sá, del Instituto Brasileño de Mercado de Capitales, de la Universidad del gran Río, de la Universidad Santa Úrsula, de la Facultad Integrada Moraes Júnior y Mackenzie Río, del Centro Universitario de la Ciudad de Río de Janeiro, de la Facultad de Son Bento de Río de Janeiro y de la Universidad Veiga de Almeida.

## Economía
Posee activo mercado inmobiliario, atracciones turísticas, óptima gastronomía y excelentes opciones para quienes le gusta comprar, sea en tiendas callejeras o en centros comerciales para este fin, como es el caso de los centros comerciales Avenida Céntrica, Paço del Ouvidor y Vertical. Acoge grandes empresas como la Petrobras, a Valle y la Embratel.